# Polina Chan
Polina Stanislavovna Chan (in russo Полина Станиславовна Хан?; trasl. angl.: Polina Khan; 31 dicembre 1999) è una taekwondoka russa.

## Palmarès
- Europei

Kazan' 2018: bronzo nei -62 kg.
Sofia 2021: bronzo nei -73 kg.